# Panna Maria Růžencová
Panna Maria Růžencová, také známa jako Panna Maria Nejsvětějšího Růžence, je titul Panny Marie vztahující se k modlitbě růžence. Svátek Panny Marie Růžencové připadá na 7. říjen, výročí rozhodujícího vítězství spojeného křesťanského vojska roku 1571 v námořní Bitvě u Lepanta, které v ní nedaleko západního břehu Řecka porazilo osmanské loďstvo. V minulosti tato památka občas nesla též titul Panna Maria Vítězná.

## Zjevení Panny Marie Vítězné

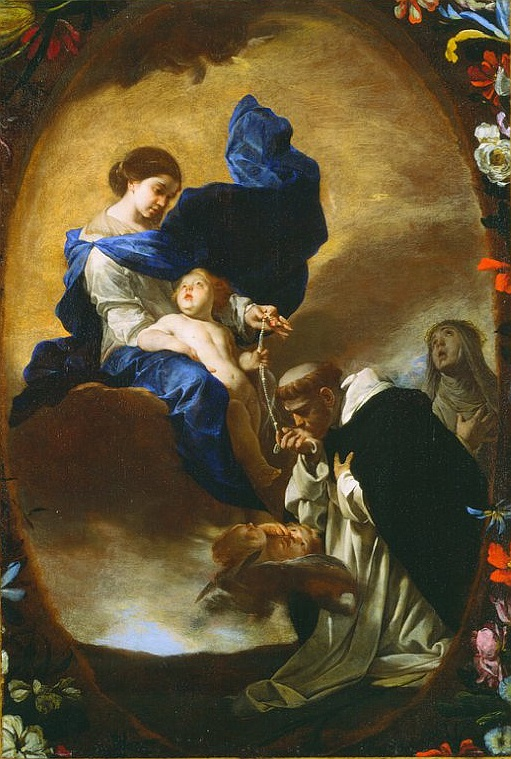
Bernardo Cavallino: La Visione di San Domenico (1640)

Podle dominikánské tradice přebýval v roce 1206 patron řádu Svatý Dominik ve francouzském Prouille, kde se snažil přivést albigenské zpět na katolictví. Mladému knězi se to příliš nedařilo až do dne, kdy se mu zjevila Panna Maria, která mu dala růženec jako nástroj proti heretikům. Ačkoliv toto předání růžence sv. Dominikovi se obecně považuje spíše za legendu, o rozvoj této modlitby se v mnohém zasloužili právě Dominikovi následníci, zvláště pak v 15. století kněz a učitel Alanus de Rupe.
3. prosince 1836 měl bratr Charles Eléonor des Genettes vnuknutí, které mu kázalo zasvětit farnost Panny Marie Vítězné Neposkvrněnému Srdci Panny Marie.
13. října 1917 ve Fátimě řekla ve zjevení Panna Maria pasáčkům „Já jsem paní růžence“.
V roce 1987 během občanské války antiklerikální sandinistickou vládou v Nikaragui měl sakristián Bernardo Martinez údajně vidění Panny Marie, která ho žádala, aby se věnoval modlitbě růžence a práci pro mír. K jednomu z těchto zjevení došlo ve farním kostele Panny Marie Vítězné nedaleko San Francisco de Cuapa.

## Panna Marie Vítězná

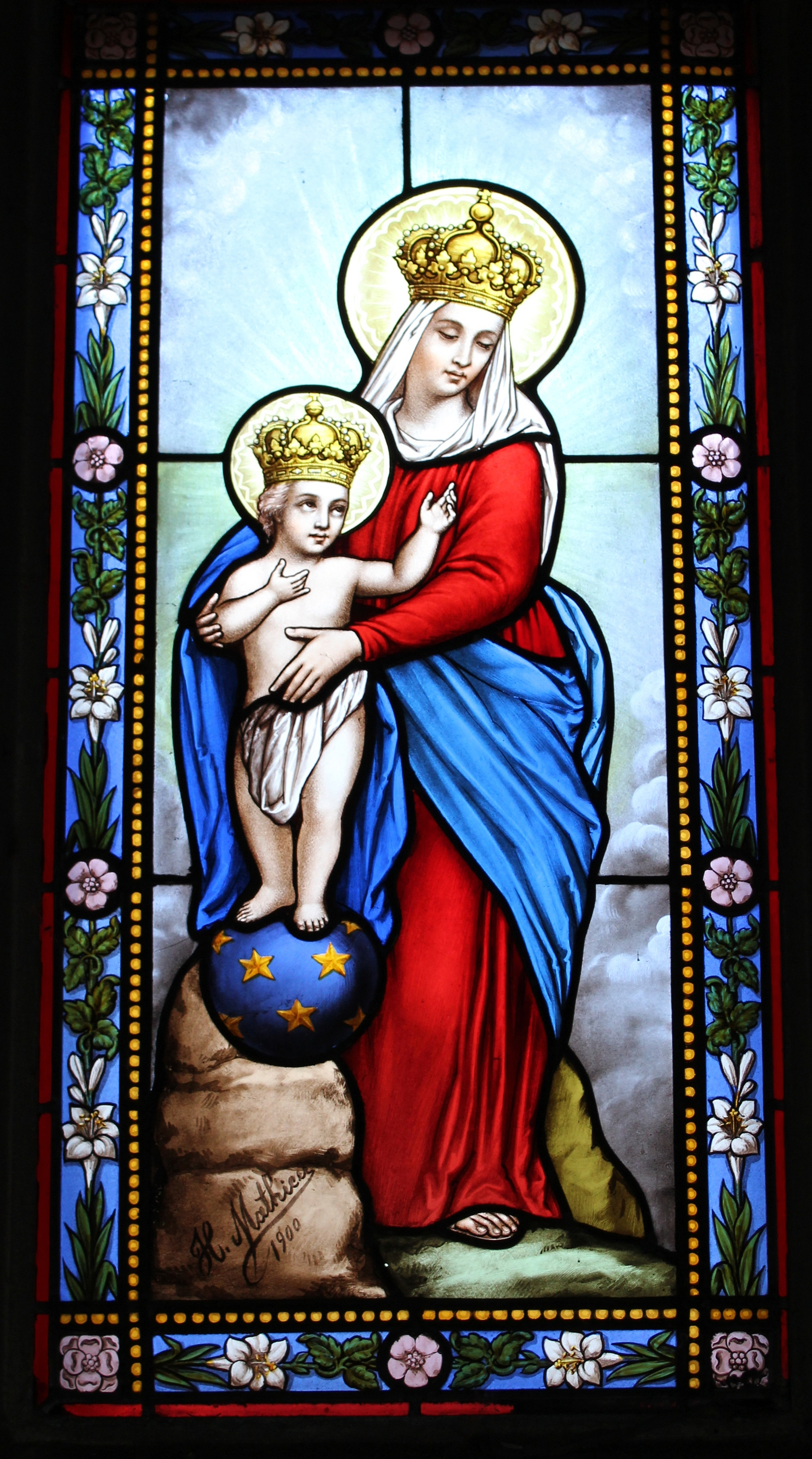
Panna Marie Vítězná

Papež Pius V. zorganizoval koalici ozbrojených sil ze Španělska a jiných menších křesťanských království, republik a vojenských řádů, která měla zachránit z rukou Turků křesťanské výspy na Kypru, zvláště pak benátské obchodní středisko Famagusta, které však po dlouhém obléhání padlo již 1. srpna ještě předtím, než se křesťanské síly vydaly na cestu. K bitvě nakonec došlo 7. října 1571, kdy loďstvo Svaté ligy, tedy koalice jihoevropských katolických přímořských států, vyplulo z přístavu Messina na Sicílii a následně se střetlo s mocnou osmanskou flotilou v Bitvě u Lepanta. Protože papež věděl, že křesťanské síly byly ve významné materiální nevýhodě, vyzval celou Evropu, aby se modlila růženec za vítězství a vedl růžencové procesí v Římě.

## Svátek

### Panna Maria Vítězná
Pius V. stanovil svátek „Panny Marie Vítězné“ jako každoroční připomínku vítězství u Lepanta, které připisoval zásluhám Panny Marie.
Zasvěcení Panně Marii Vítězné jsou však známa i ze starší doby. Například Simon de Montfort, 5. hrabě z Leicesteru nechal zbudovat první svatyni zasvěcenou Panně Marii Vítězné na poděkování za vítězství katolíků nad albigenskými v bitvě u Muretu 12. září 1213.

### Panna Maria Růžencová
Jen dva roky po úspěšné bitvě u Lepanta, roku 1573, změnil Piův nástupce papež Řehoř XIII. „Svátek Panny Marie Vítězné“ na „Svátek Svatého Růžence“. Na celou západní církev tento svátek rozšířil papež Klement XI. v roce 1716 po dalším vítězství nad Turky v bitvě u Petrovaradína. Do všeobecného římského kalendáře byl zařazen na první neděli v říjnu. Papež Pius X. stanovil v roce 1913 jeho slavení pevně na výroční den lepantského vítězství 7. října v rámci své širší snahy uvolnit neděle pro slavení nedělní liturgie (nikoliv sváteční). V roce 1960 změnil papež Jan XXIII. název svátku na „Svátek Panny Marie Růžencové“.

## Patrocinium
Panna Maria Růžencová je patronkou množství svatých míst na světě. Jako svou patronku ji uctívá španělská diecéze Málaga (ta ovšem slaví její svátek 8. září) a španělská města Melilla a Trujillo mají za svou patronku Pannu Marii Vítěznou. Ve Španělsku je rovněž běžné ženské křestní jméno María del Rosario („Marie Růžencová“) (hovorově zkracováno na Rosario nebo Charo). Rosario může být také mužské křestní jméno, především v Itálii.

### Kostely a kaple Panny Marie Růžencové
V americkém státě Minnesota je Panně Marie Růžencové zasvěcena katedrála ve městě Duluth. Rovněž katedrála diecéze San Bernardino v Kalifornii nese jméno Panny Marie Růžencové. V letech 1909–1911 byl kostel toho jména postaven ve 14. obvodu v Paříži.
V Česku nese toto patrocinium nejméně desítka kostelů a kaplí.

### Kostely a kaple Panny Marie Vítězné

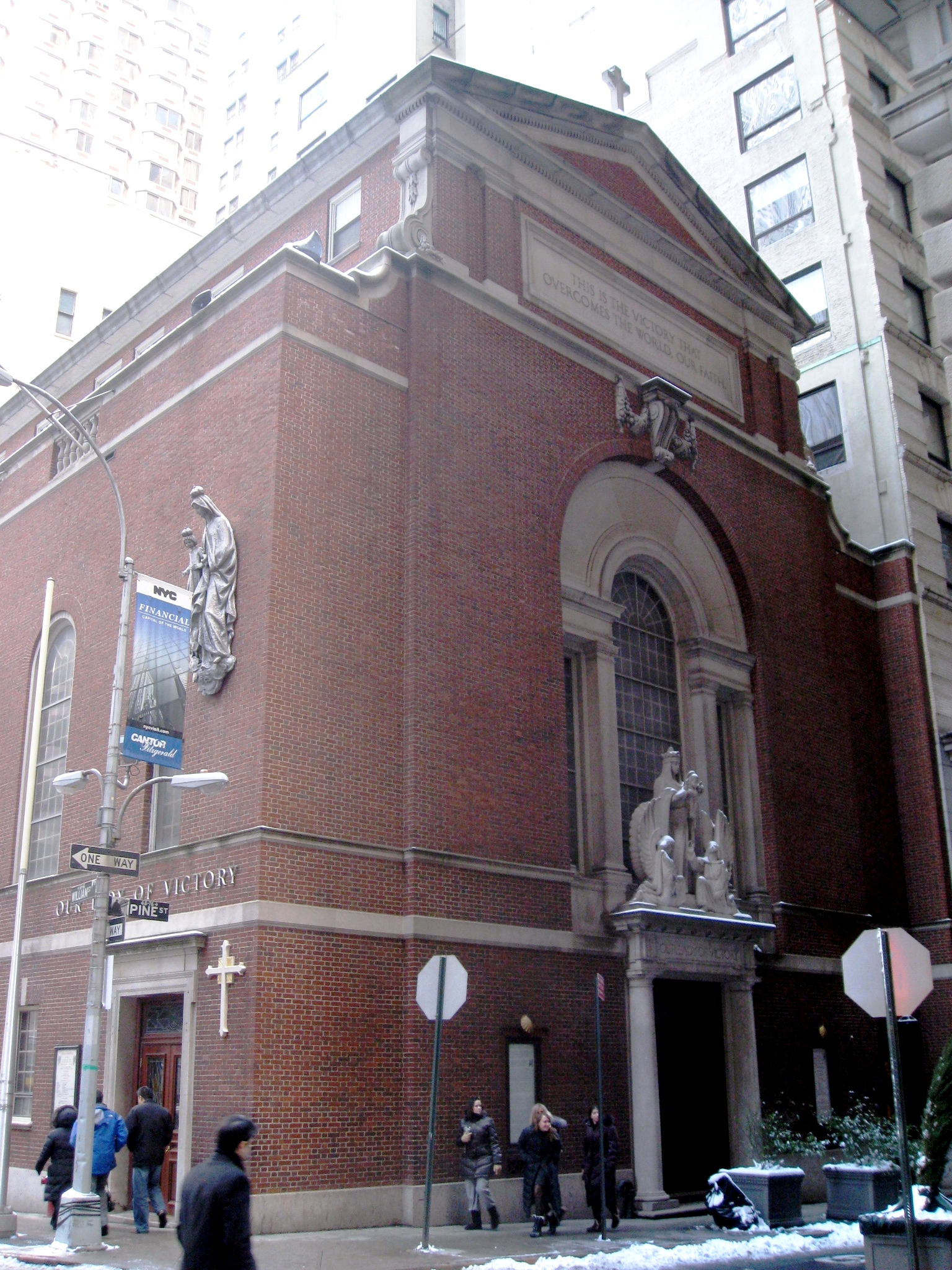
Kostel Panny Marie Vítězné v centru New Yorku na křižovatce William St. a Chase Plaza

Ačkoliv titul Panny Marie Vítězné byl do určité míry nahrazen titulem Panny Marie Růžencové, stále se vyskytuje v názvech některých farností a škol. Příklady:
- Notre-Dame-des-Victoires – mariánská svatyně v Paříži
- Notre-Dame-des-Victoires – postaven roku 1856 pro francouzské emigranty v Kalifornii
- Národní svatyně a bazilika Panny Marie Vítězné – ve městě Lackawanna v americkém státě New York.[11]
- Maďarský katolický kostel Panny Marie Vítězné[12] – v St. Louis v americkém státě Missouri.[12]